# باتريك إتش. أوفاريل
باتريك إتش. أوفاريل (بالإنجليزية: Patrick H. O'Farrell)‏ (و. م) هو باحث كندي.

## التعليم
تعلم في جامعة مكغيل، وجامعة كولورادو بولدر.